# 霍安·利诺·马丁内斯
霍安·利诺·马丁内斯（西班牙語：Joan Lino Martínez，1978年1月11日—），古巴、西班牙男子田径运动员，主攻跳远。他曾代表西班牙参加2004年夏季奥林匹克运动会田径比赛，获得男子跳远铜牌。